# Universidad de Cagliari
La Universidad de Cagliari (Università degli Studi di Cagliari) es una universidad estatal italiana fundada en 1626 en la ciudad de Cagliari en Italia.  
Encargada de la enseñanza de estudios superiores en varios campus distribuidos por las ciudades de Cerdeña: Cagliari, Monserrato, Nuoro, Oristán.

## Historia
Fue a principios del 600 'que la acción de los stamenti, dirigido por el Arzobispo de Cagliari Monseñor Francisco d'Esquivel, obtuvo la creación de la universidad en Cagliari en 1606 el Papa Paulo V emitió la bula de la institución, mientras que en 1620 fue galardonado con el privilegio de fundación por Felipe III de España.
Entre 1970 y 1973 se convocan en Italia los concursos de ideas para la construcción de las nuevas universidades, entre ellas la de Cagliari, del que resultó ganador el proyecto de la arquitecta milanesa Luisa Anversa Ferretti (1926). El proyecto constituye un caso paradigmático, aunque poco difundido, de una universidad que quiere ser, más que nunca, universal y ubicua. Para ello, recurre a la dimensión territorial y a una perspectiva de sistemas.

### Radio
El proyecto "Radio Unica" nació dentro de la Universidad el 8 de octubre de 2007, es decir, una radio universitaria dirigida por estudiantes pertenecientes a la asociación RadUni, también se transmite en DAB+

## Facultades
- Facultad de Biología y Farmacia
- Facultad de Ingeniería y Arquitectura
- Facultad de Medicina y Cirugía
- Facultad de Ciencias
- Facultad de Ciencias Económicas, Jurídicas y Políticas
- Facultad de Humanidades

## Rectores
1. Cosma Excarcioni 1626-1627
2. Ambrogio Machin 1627-1640
3. Giovanni Cao 1640-1642
4. Bernardo De La Cabra 1642-1644
5. Gerolamo Cao 1644-1647
6. Antioco Soler 1650-1653
7. Giorgio Carcassona 1653-1655
8. Francesco Gallo 1661-1664
9. Serafino Esquirro 1664-1667
10. Pietro Sanna 1686-1697
11. Ilario Galcerin 1697-1700
12. Gavino Aquena 1700-1703
13. Emanuele Asquer 1703-1704
14. Saturnino Carta 1704-1713
15. Giovanni Leonardo Sanna 1713-1720
16. Gerolamo Valonca 1720-1721
17. Antonio Carcassona 1721-1728
18. Salvatore Angelo Cadello 1728-1734
19. Edoardo Sanna 1734-1737
20. Angelo Maria Carta 1737-1754
21. Francesco Ignazio Detory Pinna 1754-1757
22. Francesco Ignazio Guiso 1757-1764
23. Giovanni Borgna 1843-1848
24. Rafaele Furcas 1849-1852
25. Giovanni Meloni Baille 1852-1856
26. Francesco Ortu 1856-1857
27. Giovanni Spano 1857-1868
28. Antioco Loru 1868-1872
29. Patrizio Gennari 1872-1875
30. Pasquale Umana 1875-1876
31. Gaetano Loy 1876-1882
32. Gavino Scano 1882-1883
33. Luigi Zanda 1883-1885
34. Antioco Loru 1885-1886
35. Luigi Zanda 1886-1888
36. Giuseppe Todde 1888-1890
37. Giuseppe Missaghi 1890-1891
38. Enrico Gandolfo 1891-1892
39. Ignazio Fenoglio 1892-1896
40. Giuseppe Missaghi 1896-1897
41. Antonio Fais 1897-1898
42. Gaetano Orrù 1898-1900
43. Ignazio Fenoglio 1901-1906
44. Roberto De Ruggiero 1907-1910
45. Pio Colombini 1910-1911
46. Cesare Sacerdoti 1912-1913
47. Oddo Casagrandi 1913-1915
48. Roberto Binaghi 1915-1931
49. Alberto Serra 1931-1932
50. Mario Aresu 1932-1935
51. Giovanni Cao di San Marco 1935-1936
52. Giuseppe Brotzu 1936-1945
53. Ernesto Puxeddu 1945-1947
54. Antonino D’Angelo 1947-1955
55. Giuseppe Peretti 1955-1970
56. Alberto Boscolo 1970-1974
57. Giuseppe Aymerich 1974-1979
58. Duilio Casula 1979-1991
59. Pasquale Mistretta 1991-2009
60. Giovanni Melis 2009-2015
61. Maria Del Zompo 2015-2021
62. Francesco Mola 2021-  [5][6]